# Баккен, Терье
Терье Баккен (норв. Terje Bakken; 3 сентября 1978, Согндал, Норвегия — 14 января 2004, Согндал, Норвегия), более известный под псевдонимом Вальфар (норв. Valfar) — норвежский вокалист и мультиинструменталист, известный как основатель, единственный постоянный участник и идейный вдохновитель блэк-метал-группы Windir. Умер в 2004 году от переохлаждения, попав в метель по дороге в загородный дом своей семьи.

## Биография

### Ранние годы
Терье Баккен родился на одной из ферм в норвежской коммуне Согндал, находящейся на берегу согне-фьорда. Начал слушать музыку в возрасте четырёх-пяти лет, в основном местную народную музыку и такие коллективы, как ABBA и Simon & Garfunkel. Однако позже, благодаря влиянию двух своих старших братьев, его стала привлекать метал-музыка, наподобие Metallica и Judas Priest. В двенадцать лет освоил свой первый инструмент, аккордеон, и начал играть на местных вечеринках народные польки и вальсы. Через год Баккен начал осваивать гитару и играть в локальных метал-группах, параллельно с этим сочиняя собственную музыку.

### Windir
В 1994 году Баккен основал блэк-метал проект Windir, и начал использовать псевдоним Вальфар. Он самостоятельно записал два демо — Sognariket (1995) и Det Gamle Riket, после чего с ним связался лейбл Head Not Found для подписания контракта на запись полноформатного релиза. В 1997 году вышел дебютный альбом Soknardalr. Альбом обладал очень грязным и сырым звучанием, но на нём уже проглядывались музыкальные решения, которые в дальнейшем станут отличительной чертой Windir, а именно симбиоз норвежской фолк-музыки и блэк-метала. Спустя два года вышел следующий альбом, Arntor (1999), который отличался более лучшим продакшеном и получил признание среди ценителей жанра и музыкальной прессы.
Первые два релиза Вальфар записал самостоятельно, изредка сотрудничая с сессионными музыкантами из числа своих друзей, музыкантов Согндала. Однако для создания третьего альбома и последующих концертных исполнений музыкант решил превратить Windir в полноценную группу, пригласив участников группы Ulcus, среди которых был его друг детства, Ярле «Хвалль» Кволе, который впоследствии принимал участие в создании песен наравне с Вальфаром. Таким образом, в составе шести человек был записан альбом 1184, который вышел в 2001 году. После этого группа начала отыгрывать концерты за пределами Норвегии, в том числе и в США. В июле 2003 года коллектив выпустил свой последний альбом, Likferd.

### Смерть
14 января 2004 года Вальфар отправился к хижине своей семьи в Фагереджи, но так и не приехал. Три дня спустя власти обнаружили его тело в Реппастелене в долине Согндал. Вальфар попал в снежную бурю и умер от переохлаждения. Он был похоронен в церкви Стедже в Согндале 27 января 2004 года. Почти через два месяца после его смерти оставшиеся члены Windir решили распустить группу.

## Дискография
- Sogneriket (1995, демо)
- Det Gamle Riket (1995, демо)
- Sóknardalr (1997)
- Arntor (1999)
- 1184 (2001)
- Likferd (2003)
- Valfar, ein Windir (2004, компиляция)